# Ampithoe auriculata
Ampithoe auriculata är en kräftdjursart. Ampithoe auriculata ingår i släktet Ampithoe och familjen Ampithoidae. Inga underarter finns listade i Catalogue of Life.